# اثرات زیست‌محیطی رمزارزها
رمزارزهایی که بر فناوری اثبات کار متکی هستند، به ویژه بیت‌کوین و اتریوم، به دلیل میزان برق مصرفی توسط ماینینگ مورد انتقاد قرار گرفته‌اند. این منجر به علاقه بیشتر به رمزارزهایی که از گواه بر سهام استفاده می‌کنند شده‌است.

## مصرف انرژی بیت کوین

مصرف برق شبکه بیت کوین از سال ۲۰۱۶ (سالانه) و مقایسه با مصرف برق کشورهای مختلف در سال ۲۰۱۹. حدهای بالایی و پایینی (ردهای خاکستری) به ترتیب بر اساس مفروضات بدترین و بهترین سناریو هستند. رد قرمز نشان دهنده یک تخمین حدس متوسط است. (منابع داده: شاخص مصرف برق بیت کوین کمبریج ، اداره اطلاعات انرژی ایالات متحده؛ برای جزئیات، به روش‌شناسی مراجعه کنید)

جورج کامیا، که برای آژانس بین‌المللی انرژی می‌نویسد، می‌گوید که «پیش‌بینی‌ها در مورد مصرف بیت‌کوین برق کل جهان» برای تهییج افکار است، اما این زمینه «نیاز به نظارت دقیق و تحلیل موشکافانه دارد». یک مطالعه انجام شده توسط مایکل نووگراتز از Galaxy Digital، یک شرکت سرمایه‌گذاری ارزهای دیجیتال، ادعا کرد که استخراج بیت کوین انرژی کمتری نسبت به سیستم بانکداری سنتی مصرف می‌کند.

## تأثیر منفی ماینینگ

### انتشارات کربنی بیت کوین
نگرانی در مورد تأثیر زیست‌محیطی بیت کوین، مصرف انرژی شبکه را به انتشار کربن مرتبط می‌کند. دشواری پیدا کردن  انتشار کربن از روی مصرف انرژی ناشی از ماهیت غیرمتمرکز بیت کوین است که در توانایی محققان برای شناسایی ماینرها از نظر جغرافیایی و بنابراین بررسی ترکیب برق مصرفی می‌شود مانع ایجاد می‌کند. نتایج مطالعات در مورد اثرات کربن متفاوت است. یک مطالعه در سال ۲۰۱۸ که در Nature Climate Change منتشر شد، ادعا کرد که بیت‌کوین به تنهایی می‌تواند انتشار CO2
```
کافی برای افزایش گرمایش به بالای ۲ 
درجه سانتیگراد
 در کمتر از سه دهه ایجاد کند.
[
۱۱
]
 با این حال، سه مطالعه بعدی در 
Nature Climate Change
 این تحلیل را به دلیل روش‌شناسی ضعیف و مفروضات نادرست آن رد کردند و یک مطالعه به این نتیجه رسید: «سناریوهای مورد استفاده مورا و همکاران اساساً ناقص هستند و نباید توسط مردم، محققین یا سیاستگذاران جدی گرفته شوند.».
[
۱۳
]
[
۱۴
]
[
۱۵
]
 طبق مطالعات منتشر شده در 
ژول
 و 
انجمن شیمی آمریکا
 در سال ۲۰۱۹، مصرف انرژی سالانه بیت کوین منجر به انتشار سالانه کربن در محدوده 17
[
۱۶
]
 تا 22.9 Mt CO
2
```

می‌شود که با سطح انتشار کشورهایی مانند اردن و سریلانکا یا کانزاس سیتی قابل مقایسه است. با این حال، سایر مطالعات آکادمیک دامنه بسیار گسترده‌تری از تخمین‌های ردپای کربن را گزارش می‌کنند. برای مثال، طبق مطالعه‌ای که در سال ۲۰۲۱ در Finance Research Letters منتشر شد، تفاوت‌ها در مفروضات اساسی و تغییرات در پوشش دوره‌های زمانی و افق‌های پیش‌بینی منجر به تخمین‌های اثرات کربنی بیت‌کوین از ۱٫۲ تا ۵٫۲ میلیون تن CO2 تا ۱۳۰٫۵۰ میلیون تن CO2 در سال شده‌است.

### ضایعات الکترونیکی

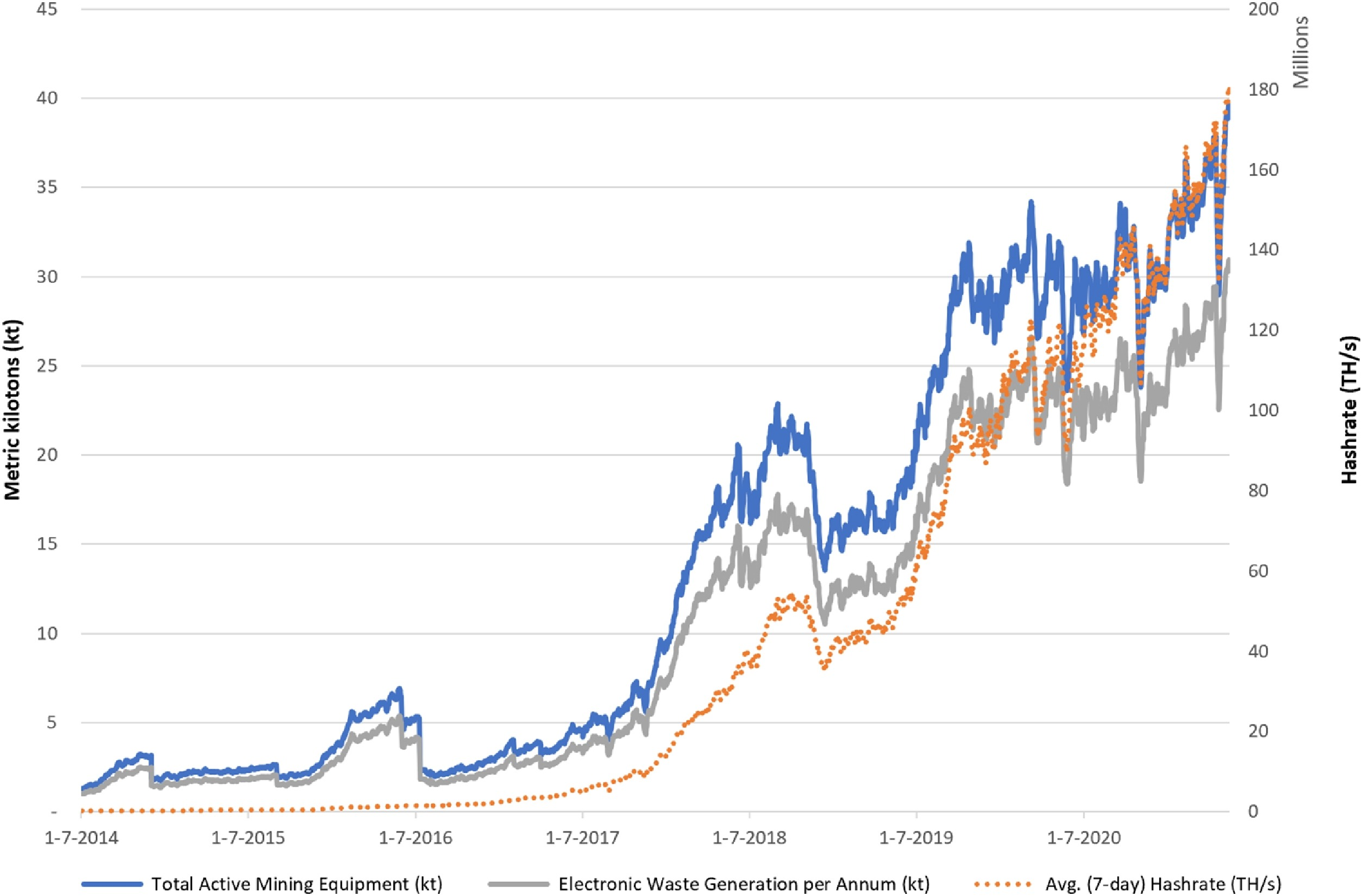
مجموع تجهیزات استخراج فعال در شبکه بیت کوین و تولید زباله الکترونیکی مرتبط، از ژوئیه ۲۰۱۴ تا ژوئیه 2021.

محققان تخمین می‌زنند که ضایعات الکترونیکی تولید شده توسط دستگاه‌های استخراج بیت کوین تا ماه مه ۲۰۲۱ سالانه ۳۰٫۷ کیلوتن است. با توجه به افزایش مداوم هش ریت شبکه بیت‌کوین، تخمین زده می‌شود که دستگاه‌های استخراج تا زمانی که ناسودآور شوند و نیاز به تعویض داشته باشند عمر متوسطی معادل ۱٫۲۹ سال داشته باشند. دستگاه‌های ماینینگ مبتنی بر فناوری ASIC، سخت‌افزار استاندارد برای استخراج، تخصصی هستند و نمی‌توان آن‌ها را برای استفاده دیگری استفاده کرد و از این رو پس از ناسودآور شدن تبدیل به زباله‌های الکترونیکی می‌شوند.